# Of Blood and Salt
La banda francesa Gojira se unió a Fredrik Thordendal de Meshuggah y Devin Townsend para lanzar el primer sencillo de su próximo EP. La canción titulada "Of Blood and Salt" aparece como pista 1 en el CD extra 15 Pieces of Hate de la revista Metal Hammer, lanzada el 1 de junio de 2011. Los beneficios irán destinados a la organización mundial contra la caza de ballenas Sea Shepherd, que el pasado año bautizó a uno de sus barcos con el nombre de Gojira (el nombre kaiju japonés de Godzilla).
Devin Townsend, habló sobre esta colaboración: Escribí una canción que sonaba como un riff de Gojira y pensé: "Bueno, mierda, la única forma de que me salga con la mía es si los incluyo". Ahora, si la gente dice: "¡Oye! ¡Eso suena como un riff de Gojira!", podré decir: "¡Tienes razón, e incluso tiene a su cantante!". Así que, sí, probablemente fue la mejor manera de hacer esta canción.

## Lista de canciones
| N.º | Título              | Duración |  |
| 1.  | «Of Blood and Salt» | 6:25     |  |

## Personal
- Joe Duplantier – voz, guitarra
- Devin Townsend – voz
- Fredrik Thordendal – guitarra
- Jean-Michel Labadie – bajo
- Mario Duplantier – batería